# Battaglia di Auray
La battaglia di Auray si svolse il 29 settembre 1364 nell'omonima città francese. Lo scontro fu decisivo per la guerra di successione bretone e fu parte della guerra dei cent'anni.
Nella battaglia, iniziata con un assedio, il duca Giovanni di Montfort aiutò le forze inglesi, comandate da Sir John Chandos, e sconfisse il suo rivale Carlo di Blois, supportato a sua volta dai francesi.

## Prologo
Agli inizi del 1364, dopo il fallimento dei negoziati di Évran, Montfort, con l'aiuto di Chandos, si accinse ad attaccare Auray, che era in mani franco-bretoni sin dal 1342. Egli entrò nella città di Auray e pose l'assedio al castello.
Senza scorte di cibo, gli assediati decisero di arrendersi qualora non fossero arrivati aiuti entro il 29 settembre (nel calendario cristiano, festa dei SS. Michele, Gabriele e Raffaele, detta Michaelmas).
Il 27 settembre Carlo di Blois si trovava all'abbazia di Lanvaux. Bertrand du Guesclin, che comandava l'avanguardia francese, era a Brandivy.
Il giorno successivo entrambi si trovarono sulla riva sinistra del fiume, davanti al castello. Per evitare di finire in una morsa tra il castello e l'esercito francese, Montfort abbandonò Auray e prese posizione di fronte al nemico, sul pendio della riva destra del fiume.
Il 29 settembre alcuni tentativi di trattativa andarono a vuoto, pertanto Carlo ordinò l'attacco. Il suo esercito attraversò il fiume e si allineò con fronte a sud. Montfort seguì il movimento e si allineò con fronte a nord.
Lo schieramento franco-bretone di Carlo di Blois prevedeva sulla sinistra il conte di Auxerre, sulla destra du Guesclin ed al centro Carlo stesso. Ogni divisione contava circa 1 000 uomini, mentre una debole riserva rimase inutilizzata.
La compagine anglo-bretone schierava a destra Olivier V de Clisson, a sinistra l'inglese Robert Knolles ed al centro Montfort e Chandos. Una congrua riserva agli ordini di Hugh Calveley era pronta all'impiego.

## La battaglia
Lo scontro ebbe inizio con delle scaramucce tra i balestrieri francesi e gli arcieri inglesi, quindi i soldati si diedero battaglia senza cercare di manovrare.
Fu un combattimento cruento, poiché tutti cercavano di trasformarlo in qualcosa di definitivo, che ponesse fine alla guerra. Entrambi gli schieramenti inoltre ricevettero ordini di non risparmiare i prigionieri.
Le riserve inglese funzionarono, mentre l'ala destra francese dovette arretrare, non essendo supportata da rincalzi ed infine collassò verso il centro. L'ala sinistra si piegò a sua volta; il conte di Auxerre fu catturato e le truppe di Carlo di Blois fuggirono. Carlo fu ucciso da un soldato inglese, che obbedì agli ordini ricevuti. Du Guesclin dovette arrendersi a Chandos.

## Conseguenze
La vittoria inglese pose fine alla guerra di successione e con il trattato di Guérande (1365), il re di Francia riconobbe Montfort come duca di Bretagna. Giovanni tuttavia rese omaggio a Carlo V, piuttosto che al suo protettore Edoardo III d'Inghilterra (che rivendicava il trono francese), cosicché la causa francese sembrò infine vittoriosa.